# Dissing+Weitling

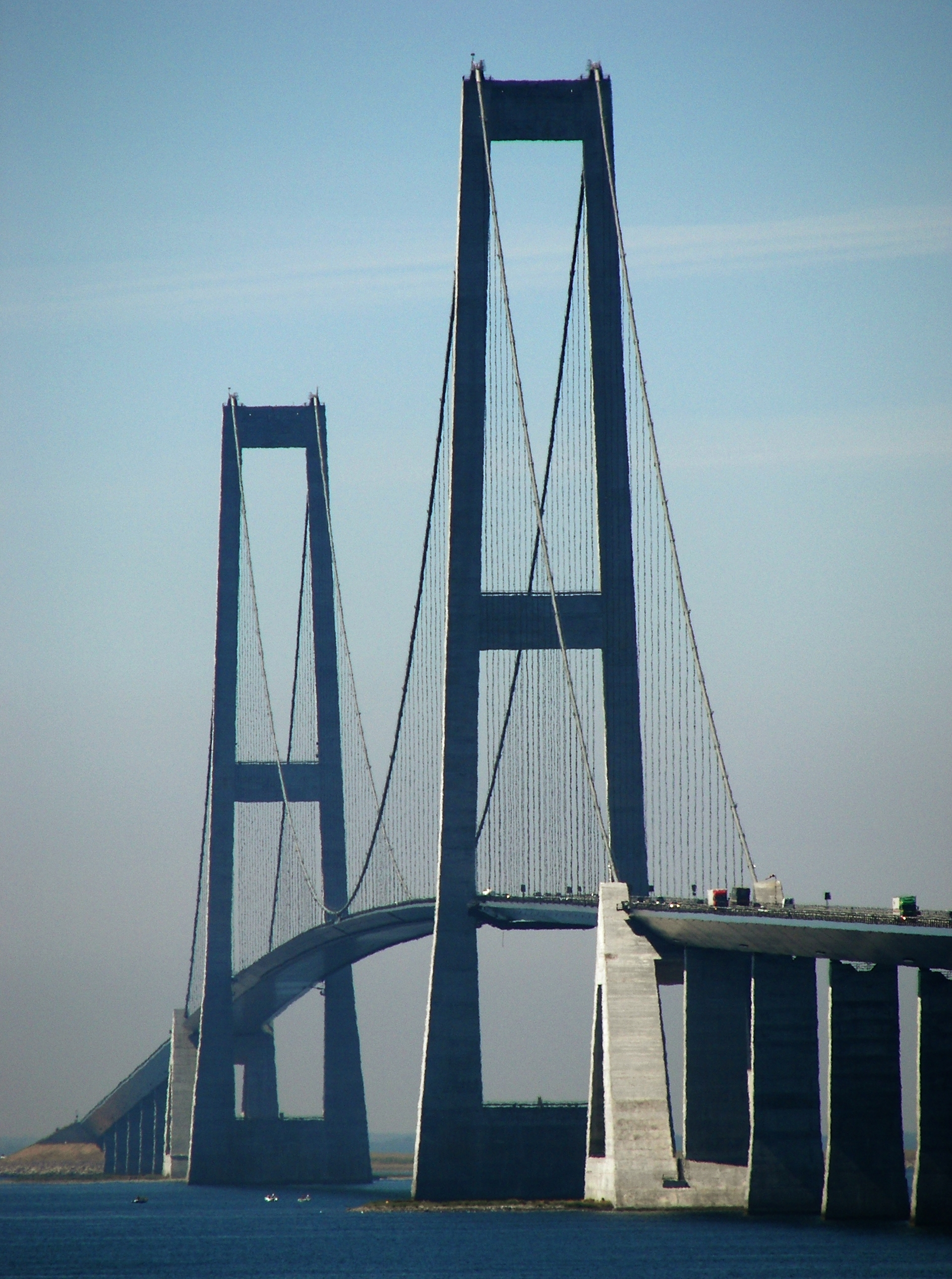
Il Ponte sul Grande Belt

Dissing+Weitling è uno studio di architettura e design con sede a Copenaghen, Danimarca. I fondatori dello studio, da cui deriva il nome, Hans Dissing and Otto Weitling furono soci dello studio di Arne Jacobsen fino alla morte di quest'ultimo nel 1971.
Dissing+Weitling è uno studio molto conosciuto per progetti di eccellenza sia in architettura che nel ramo dei ponti.
Il primo ponte disegnato dallo studio nel 1988 fu il Grande Belt uno dei più grandi al mondo.

## Storia
Hans Dissing e Otto Weitling erano soci presso lo studio di Arne Jacobsen. Continuando l'opera di Arne Jacobsen, portarono a termine diversi edifici quali: il municipio di Magonza, in Germania, che fu ulteriormente ampliato proprio da Dissing+Weitling durante il 2008, un holiday resort sull'isola di Fehmarn nella Germania settentrionale, l'ambasciata di Danimarca a Londra. Nel 1972, lo studio vinse il concorso per l'IBM Centre ad Amburgo e per la Kunstsammlung Nordrhein-Westfalen a Düsseldorf, affermandosi internazionalmente. Nel 1998 Hans Dissing morì e nel 2002 Otto Weitling si ritirò dallo studio. Con la scomparsa dei soci fondatori dieci architetti presero in mano l'ufficio in qualità di soci: Erik P. Handschuh (n. 1941), Daniel V. Hayden (n. 1961), Poul Ove Jensen (n. 1937), Stig Mikkelsen (n. 1956), Pouli H. Møller (n. 1954), Bodil A. Schaltz (n. 1950), Steen S. Trojaborg (n. 1952), Reinhard Tölke (n. 1944) e Teit Weylandt (n. 1941). In seguito ad una grave crisi economica nel 2005, lo studio rimase con solo quattro soci: Pouli H. Møller, Steen S. Trojaborg, Stig Mikkelsen e Daniel V. Hayden. Nel 2009 Pouli H. Møller si ritirò dallo studio e dal 2011 i soci sono soltanto due: Steen Savery Trojaborg e Daniel Hayden.

## Progetti selezionati

### Edifici

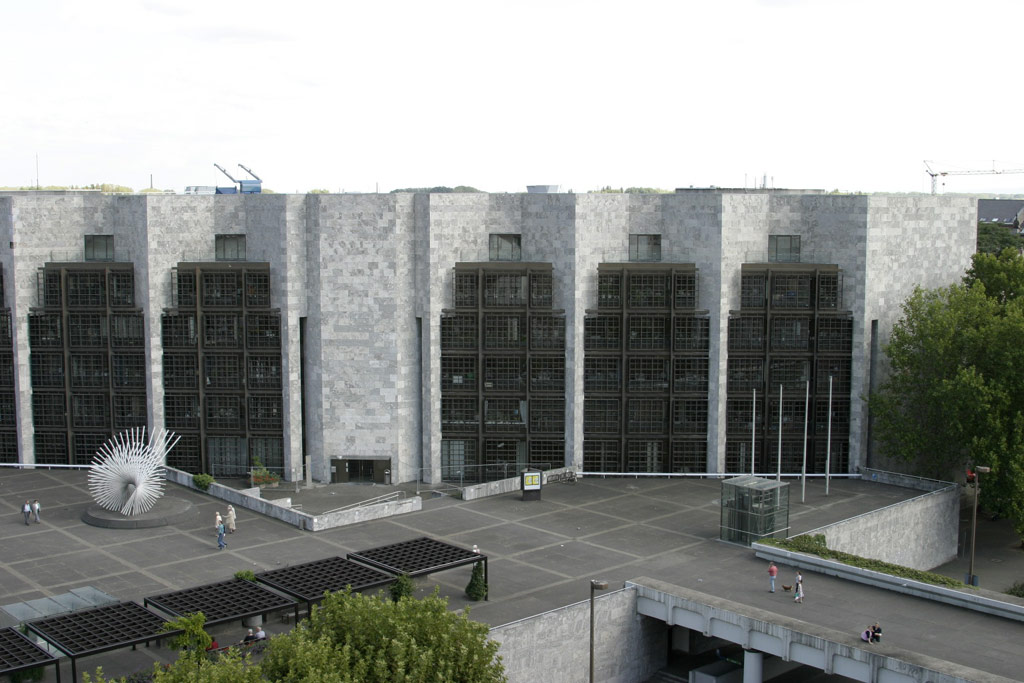
Mainz City Hall (1971)
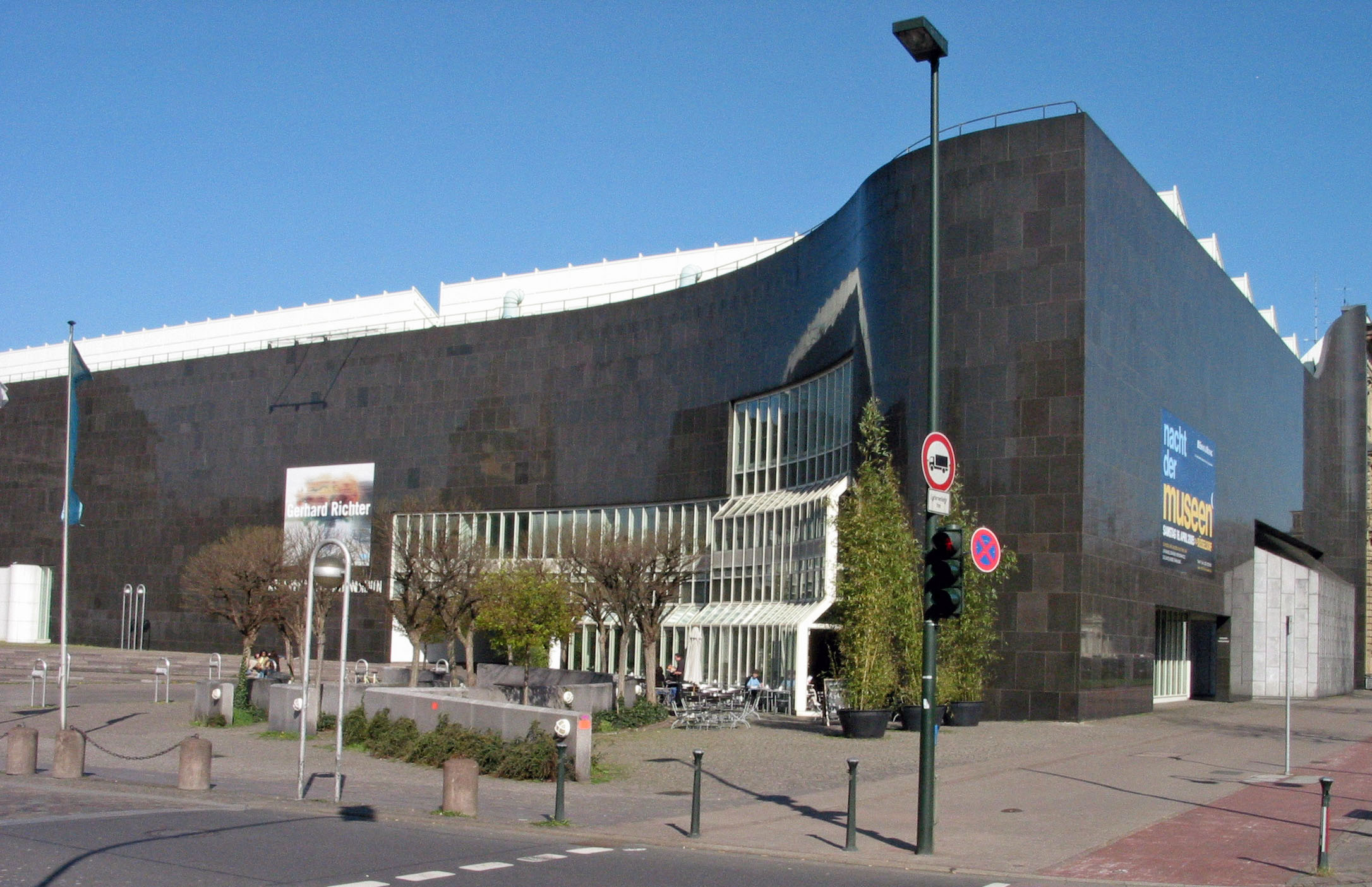
K20 Art Gallery

- Complesso per Uffici, Vilnius, Lituania (vincitore del concorso 2008)[2]
- Nuovo centro direzionale Rambøll, Ørestad, Copenaghen, Danimarca (partecipante al concorso, 2010)
- Crowne Plaza Hotel/Copenaghen Towers, Ørestad, Copenaghen, Danimarca (partecipante al concorso, 2009)
- Biblioteca delle Facoltà Umanistiche, Università di Copenaghen, Copenaghen, Danimarca (completato nel 2008)
- DR Village, Ørestad, Copenaghen, Danimarca (completato nel 2006)
- Ny Carlsberg Glyptotek ristrutturazione, Copenaghen, Danimarca
- Parlamento Danese ristrutturazione e design interni, Copenaghen, Danimarca (completato nel 2004)
- Sonofon Headquarters, Copenaghen, Danimarca (completato nel 1998)
- K20 Art Gallery, Düsseldorf, Germania (completato nel 1986)
- Ambasciata Danese, Londra, Regno Unito (completato nel 1977)
- IBM Centre, Amburgo, Germania (completato nel 1974)
- Banca Nazionale Danese, Copenaghen, Danimarca (completato nel 1971)
- Municipio (Rathaus), Magonza, Germania (completato nel 1971)

### Ponti

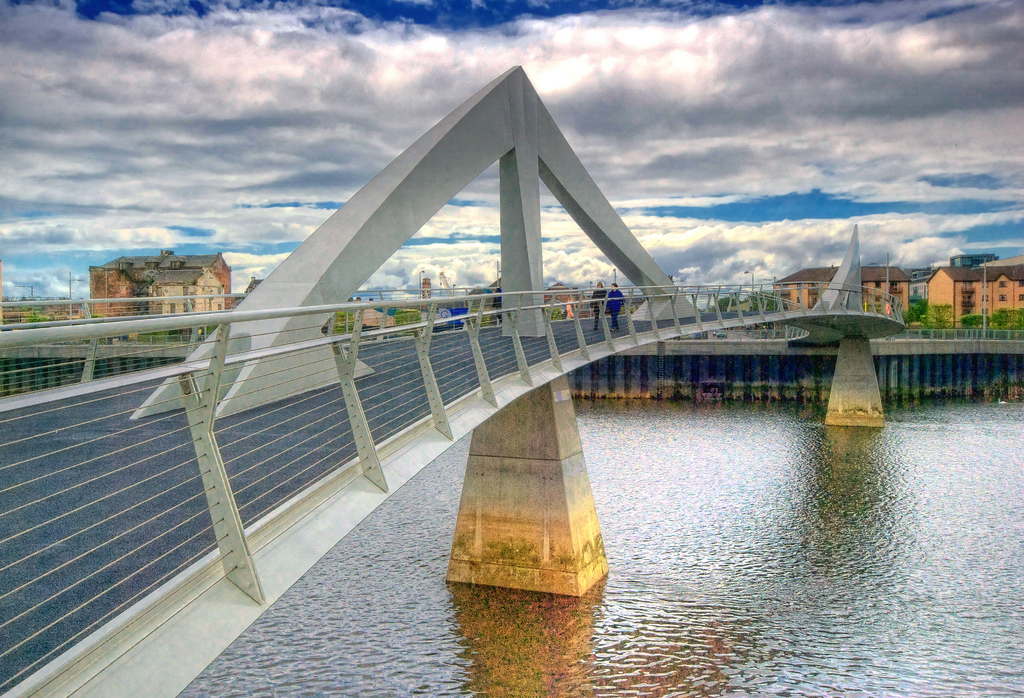
Tradeston Bridge (2009)

- New Forth Crossing, Scozia, UK (vincitore del concorso 2008, costruzione prevista per gli anni 2011-2016)[1]
- New Gerald Desmond Bridge, California, USA (completamento previsto per il 2016)
- Qatar-Lusail bridge, Lusail, Qatar (vincitore del concorso 2007)[3]
- Sitra Interchange, Sitra, Bahrain (u/c)
- Nidelva Klapbro, Trondheim, Norvegia (u/c)
- Tradestone Bridge, Glasgow, Scozia, UK (2008-09)
- ADNEC Bridge, Abu Dhabi, UAE (2009)
- Botniabanen Bridges, Nyeland-Umeå, Svezia (u/c)
- Stonecutter's Bridge Hong Kong, Cina (C2009)
- Åbroen, Copenaghen, Danimarca (completato nel 2008)
- Munksjön Bridge, Jönköping, Svezia (completato nel 2007)
- Bryggebroen, Copenaghen, Danimarca (completato nel 2006)
- University Bridge, Malmö, Svezia (completato nel 2004)
- Nelson Mandela Bridge, Johannesburg, Sudafrica (completato nel 2003)
- Ponte di Øresund, Danimarca/Svezia (completato nel 2000)
- Mittellandkanal Bridges, Hannover, Germania (completato nel 1999)
- Ponte sul Grande Belt, Fionia/Zelanda, Danimarca (completato nel 1988)